# Хильдебранд, Джон
Джон Хильдебранд (John G. Hildebrand; род. 26 марта 1942, Бостон) — американский учёный в области нейронаук, исследователь обоняния у насекомых (в особенности у бражника табачного) и их поведения.
Доктор философии (1969), регент-профессор Аризонского университета, секретарь по иностранным делам Национальной АН США с 2014 года (по 2026), её член с 2007 года, член Американского философского общества (2014) и Леопольдины (1998), иностранный член Норвежской академии наук и литературы (1999).

## Биография
Окончил Гарвард-колледж (бакалавр биологии magna cum laude, 1964). Степень доктора философии по биохимии получил в 1969 году в Рокфеллеровском университете — под началом нобелевского лауреата Фрица Липмана. Затем работал постдоком у Edward Kravitz в Гарвардской школе медицины на кафедре нейробиологии и в 1970 году стал там инструктором, а позже — ассистент-профессором, числился на ней в 1969-1980 гг. В 1980-85 годах на кафедре биологических наук Колумбийского университета. Также в 1980—1997 гг. ассоциат Музея сравнительной зоологии Гарвардского музея естественной истории. Глава-основатель подразделения нейробиологии в Аризонских исследовательских лабораториях Аризонского университета (1985—2009) и преобразованной из него кафедры нейронаук колледжа наук Аризонского университета (2009—2013). Также сооснователь Центра наук о насекомых (1986) и председатель-основатель междисциплинарной программы нейронаук (1988), ныне регент-профессор нейронаук Аризонского университета, занимает ряд других профессорских позиций (химии и биохимии, экологии и эволюционной биологии, энтомологии, молекулярной и клеточной биологии). Президент Association for Chemoreception Sciences (2002—2003), International Society of Chemical Ecology (1998-99), International Society for Neuroethology (1995-98). Являлся попечителем Рокфеллеровского университета (1970-73) и членом исполнительного комитета Marine Biological Laboratory в Вудс-Холе (1982-89). Член Совета НАН США в 2012—2015 годах.
Член Американской академии искусств и наук (2001), иностранный член Норвежского королевского общества наук и литературы (2011).
Почётный член Королевского энтомологического общества Лондона (2012). Действительный член Американской ассоциации содействия развитию науки (1986) и Энтомологического общества Америки (2008), а также International Society for Neuroethology (2012).
Также занимается химической экологией и vector biology.
Автор более 220 рецензированных научных работ и обзоров, редактор пяти книг.

## Награды и отличия
- NIH MERIT award[англ.] и NIH Javits Award (1986)
- R.H. Wright Award in Olfactory Research (1990)
- Премия Макса Планка, Общество Макса Планка (1990)
- Founders Memorial Award Энтомологического общества Америки (1997)
- IFF Award for Innovative Research in the Chemoreception Sciences (1997)
- Премия Гумбольдта одноименного фонда (1997)
- Почётная степень (Laurea honoris causa), итальянский Università degli Studi di Cagliari (2000)
- Mortar Board National Senior Honor Society Faculty Award Аризонского университета (2000)
- Manheimer Award, Monell Chemical Senses Center[англ.] (2005)
- Lifetime Achievement Award of the Diversity Program in Neuroscience, Американская психологическая ассоциация (2006)
- Серебряная медаль, International Society of Chemical Ecology (2006)
- Outstanding Service Award for Contributions to the Biological Sciences, American Institute of Biological Sciences[англ.] (2006)
- Henry and Phyllis Koffler Prize for Research/Scholarship/Creative Activity Аризонского университета (2006)
- Эйнштейновский профессор Китайской АН (2008)[7]
- Max Mozell Award for Outstanding Achievement in the Chemical Senses, Association for Chemoreception Sciences (2012)